# CoBra
CoBra este primul și, până acum, singurul calculator românesc produs la Brașov. Prototipul calculatorului a fost gata după un an de cercetări, în 1986.
Colectivul care l-a realizat era format din opt cercetători, coordonați de prof. dr. Gheorghe Toacșe. Astfel, la partea de hardware au lucrat Vasile Prodan, Bernd Hansgeorg Wagner și Adrian Maxim, iar la cea de software, Marcel Arefta, Sorin Finichiu, Mircea Pop și Sorin Cismaș. Carcasa prototipului din 1986 diferă de cea a modelului de serie, având o altă formă, altă siglă, alte dimensiuni și o tastatură senzorială. Modelul de serie a fost scos începând cu 1988. Carcasa acestuia din urmă a fost realizată în colaborare cu mai multe fabrici din țară (Metrom Brașov - matrița, IUS Brașov - turnarea, și Electromureș - tastele), placa de bază a fost fabricată la I.C.E. Felix București, în timp ce componentele erau importate prin IPRS București. Toate acestea erau asamblate la atelierele SIACT ale CFR-ului. În mod oficial au fost produse circa 1.000 de unități, care au fost folosite la procese tehnologice (cuptoare, mașini-unelte și roboți), în contabilitate, gestiune de marfă, sisteme de supraveghere cu cameră video, divertisment etc. Producția a fost oprită în 1990.

## Descriere
Calculatorul CoBra este capabil să execute cele mai diverse sarcini, precum: dimensionarea și desenarea în culori a structurilor mecanice, rezolvarea problemelor matematice și științifice care sunt algoritmizate, proiectarea și testarea circuitelor electrice și electronice complicate, comandarea economică și la momentul oportun a proceselor de producție, operarea brațelor robotice, determinarea cu precizie a stării de dezvoltare a unei culturi etc. Poate opera cu aplicații de gestiune și contabilitate, poate diagnostica anumite afecțiuni, interpretează cu succes tomograme, electrocardiograme și encefalograme, poate fi utilizat ca mașină de scris. În CP/M se poate lucra în limbajele: FORTRAN, FORTH, C, BASIC, PROLOG, PASCAL și pot fi accesate aplicații pentru grafică, poștă electronică, editare de texte etc.
CoBra lucrează în principal în două moduri: CoBra BASIC (configurația automată) și CoBra CP/M (care era încărcat de pe dischetă). Din acest motiv, CoBra a fost promovată sub sloganul „Două computere într-unul singur”. Opțiunea pentru un sistem sau altul este făcută la pornirea calculatorului. Astfel, dacă nu este conectată o unitate de disc flexibil, calculatorul intră automat în modul BASIC, altfel utilizatorul trebuie să apese B, W, D sau C, corespunzătoare fiecărui sistem posibil (BASIC, OPUS, CP/M de pe dischetă, respectiv alt sistem de pe dischetă). 
Sistemul complet al calculatorului include în plus sursa de alimentare, un televizor sau monitor color, unul sau două casetofoane, o unitate de dischete la care se mai poate conecta încă una, o imprimantă și unul sau două joystick-uri. În interiorul carcasei calculatorului se află trei module: placa de unitate centrală, placa pentru interfața cu unitatea de disc flexibil, și tastatura. Toate aceste componente vor fi detaliate în ceea ce urmează.

## Unitatea centrală
Microprocesorul folosit de acest calculator este Z80 (pe 8 biți, deci), cu frecvența de lucru de 3,5 MHz.
Memoria ROM (cip 92716, mai târziu 27128, 27256 sau 27512) are de la 16 + 4 kB la 32 + 2 kB, iar cea RAM (cip 4116, mai apoi 4516 și în final 4164) este de 64 kB (sau chiar 80 kB, mai rar). Utilizatorul are la dispoziție în permanență 40 sau 48 dintre aceștia (în funcție de sistemul de operare folosit), ceea ce ar echivala cam cu 25, respectiv 35 de pagini de carte normală.
Cele 9 cipuri de EPROM erau împărțite astfel: unul pentru codul de inițializare a sistemului, iar celelalte opt pentru BASIC. Cei care se pricepeau, puteau inscripționa cipuri tip 27512 cu sistemele CP/M (16 kB), BASIC (16 kB) și OPUS (16 kB), care mai apoi erau atașate la portul de expansiune al calculatorului, pentru a evita încărcarea sistemului de operare de pe dischetă.
Pe placa dublu-strat cu circuite imprimate se mai află conectate și alte câteva circuite pentru adaptări de semnale și realizări de interfețe.
Panoul cu prize conectoare din spatele carcasei permite conectarea calculatorului la o sursă de alimentare, precum și legătura cu perifericele și celelalte sisteme. 
Cinci prize (cele pentru monitor color, monitor alb/negru, RS 232, auxiliar, casetofon) sunt pentru cabluri coaxiale, iar restul (pentru joystick, extensie și sursa de alimentare) utilizează conectori speciali.
Butonul RESET, aflat tot pe acest panou, permite reinițializarea sistemului fără a fi pierdut conținutul memoriei volatile.
Modelele serie de CoBra au panoul din spate schimbat. Astfel acestea au o priză pentru sursa de alimentare, un buton de RESET, prize cu pini pentru unitatea de disc flexibil și extensie, două prize pentru joystick, două pentru cablu coaxial (casetofon, și auxiliar) și încă două speciale pentru monitor și conexiunea serială

## Tastatura
Cele 53+6 de taste (54+4 în cazul versiunii serie) ale calculatorului au fiecare până la 5 funcții, pentru a putea menține compatibilitatea cu sistemele Sinclair Spectrum. Celor 6 (respectiv 4) taste suplimentare li se poate atribui, prin program, orice funcție dorită.

### Funcționarea în BASIC
Pentru a selecta o funcție a unei taste, este necesar ca interpretorul BASIC să intre într-unul din cele 5 moduri ale cursorului:
- Modul K, în care interpretorul ia în considerație cuvântul-cheie inscripționat jos pe tasta apăsată. Este selectat automat la pornirea calculatorului.
- Modul L, în care interpretorul ia în considerație litera mică corespunzătoare tastei apăsate. Este selectat automat după ce în modul K se introduce primul cuvânt-cheie
- Modul C, în care interpretorul ia în considerație litera mare corespunzătoare tastei apăsate. Este selectat prin apăsarea simultană a tastelor Caps Shift și 2
- Modul E, în care interpretorul ia în considerație cuvântul-cheie inscripționat deasupra tastei apăsate.  Este selectat prin apăsarea simultană a tastelor Caps Shift și Symbol Shift
- Modul G, în care interpretorul ia în considerație caracterul grafic asociat tastei apăsate.  Este selectat prin apăsarea simultană a tastelor Caps Shift și 9. Tastelor A - V li se pot asocia caractere grafice definite de către utilizator.

Selectând unul dintre aceste moduri, cursorul de pe ecran va clipi în video invers, sub forma  K ,  L ,  C ,  E  sau  G , astfel încât în orice moment se poate ști modul de scriere.
Modelul produs în serie ușurează selecția modului de scriere deoarece prezintă patru taste pentru selectarea modurilor K, C, E și G în stânga tastaturii.
La apăsarea tastei Symbol Shift simultan cu altă taste, efecteul produs depinde de modul curent de lucru:
- În modul K sau L se afișează cuvântul-cheie aflat deasupra tastei respective.
- În modul E se afișează cuvântul-cheie aflat sub tasta respectivă.

De asemenea, la apăsarea tastei Symbol Shift simultan cu altă taste, interpretorul va lua în considerare:
- În modul C litera mică a tastei respective,
- În modul L litera mare a tastei respective.

Pentru cei care doresc, CoBra oferă posibilitatea ca la apăsarea fiecărei taste să fie produs un sunet. Pentru aceasta, trebuie executată instrucțiunea  POKE 23609, n   unde n poate lua o valoare între 1 și 255 ce corespunde lungimii sunetului emis la apăsare.

### Funcționarea în CP/M
Utilizarea tastaturii în CP/M este simplă. Fiecare comandă este introdusă literal, după care se apasă <CR>.

## Monitorul video
Ca monitoare video pot fi utilizate televizoarele alb/negru, televizoare color, monitoare color MON 001 sau MON 002. Utilizarea cablului coaxial permite o definiție mai bună a imaginii.
Calculatorul poate afișa o imagine de 256 × 192 pixeli. Un caracter este definit pe un careu de 8 × 8 pixeli, astfel încât în modul text (sau alfa-numeric), se pot scrie 24 de rânduri a câte 32 de caractere.
În memoria video, fiecărui pixel de pe ecran îi este asociat un bit. Acesta are valoarea 1 dacă el corespunde conturului unui caracter („ink”) sau 0 dacă este vorba despre fond („paper”)
În cazul în care se utilizează monitoare color, se pot folosi pentru afișare 16 culori. Acestea sunt de fapt opt normale (negru, albastru, verde, bleu, roșu, violet, maro, gri deschis), cu variantele lor luminoase (gri închis, albastru deschis, bleu deschis, roșu deschis, violet deschis, galben, alb). În modul text, caracterul poate avea oricare dintre cele 16 culori, în timp ce fondul său este limitat doar la nuanțele normale. De asemenea, caracterele pot fi afișate cu efect de clipire. 
Cu ajutorul programării, pot fi realizate și alte caractere (atribuite tastelor A - V). Acestea trebuie definite într-o matrice de 0 și 1, cu dimensiunea de 8 × 8 pixeli.

## Casetofonul
Din cauza memoriei mici, dar și pentru organizarea judicioasă a aplicațiilor și a documentelor, CoBra oferă posibilitatea salvării datelor pe casetă. În acest scop poate fi utilizat un casetofon obișnuit, mono sau stereo, care se conectează la calculator printr-un cablu special. Pentru a salva un program, se pornește casetofonul în modul "înregistrare", și se execută comanda specifică la calculator („SAVE” în cazul modului BASIC). În momentul salvării, pe marginea ecranului se petrec următoarele evenimente:
- timp de 5 secunde apar benzi orizontale roș-albastre, care se mișcă încet în sus
- o salvă scurtă de benzi galben-albastre
- o pauză de o secundă
- timp de 2 secunde aceleași benzi roș-albastre, urmate de benzi galben-albastre pe toată durata scrierii programului
- mesajul „OK” la terminarea operațiunii.

Explicația acestor evenimente se regăsește fizic pe banda casetei, unde programul a fost salvat în două blocuri precedate fiecare de semnalul de sincronizare (reprezentat de dungile roș-albastre). În primul bloc sunt salvate numele programului, precum și alte informații referitoare la program. Acesta din urmă este salvat în cel de-al doilea bloc. 
Sistemul BASIC oferă posibilitatea verificării programului înscris pe casetă. Astfel, prin comanda „VERIFY”. Pe ecran apare aceeași succesiune de evenimente, iar mesajul final indică starea înregistrării: „OK” sau „R TAPE LOADING ERROR”. În ultimul caz se impune o nouă salvare.
Încărcarea programelor se face printr-o comandă specifică sistemului de operare („LOAD” în BASIC), pe bandă fiind căutat programul al cărui nume corespunde cu cel solicitat de utilizator.

## Joystick-ul
Joystickul este utilizat în diverse programe de grafică sau în jocuri. Acesta se conectează printr-un cablu special la priza respectivă din spatele calculatorului. Versiunea de serie a calculatorului oferă două astfel de prize, pentru jocurile în doi.

## Imprimanta
Pentru tipărirea informațiilor, la calculatorul CoBra se poate atașa o imprimantă matricială prin conectorul serial RS 232. Cea mai bună soluție este folosirea imprimantei CDC 9335, însă pentru pretenții mai scăzute pot fi utilizate și modele precum CENTRONICS sau D-180. 
Ecranul (grafic) poate fi tipărit (alb-negru) folosind instrucțiunea COPY SCREEN. Se poate opta pentru o scară a copiei de 1/1, 2/1 sau 3/1. În ultimul caz, există posibilitatea de a transpune culorile în 8 nuanțe de gri.
În ceea ce privește textul, acesta poate fi tipărit la aceleași proporții, folosind instrucțiunile LIST sau LPRINT atât în BASIC cât și în CP/M.

## Unitatea de disc flexibil
Unitatea de disc (unele modele au chiar și 15 kg!) se conectează în priza cu inscripția „EXTENSIE” din spatele calculatorului. O a doua unitate se poate conecta în spatele primeia.
Pentru a putea încărca sistemul CP/M, CoBra are nevoie de o unitate de disc flexibil și un disc de 5¼" care să conțină programul. Dischetele cu CP/M sunt protejate la copiere. În momentul în care la pornirea calculatorului se optează pentru CP/M, după citirea de pe disc pe ecran va apărea mesajul COBRA DOS 2.4 - 48K. Totuși, lucrând cu acest sistem de operare pe dischetă nu se poate opera decât în limita a 250 kB, indiferent de formatul ei.
Pe lângă această utilizare, lucrul cu unitatea de disc flexibil mai servește și la stocarea ori încărcarea diverselor date de pe dischete. Rata de comunicare între unitate și calculator este de 250 Kbiți/s. Pentru lucrul cu dischetele există diferite comenzi: „LOAD” și „SAVE” pentru scrierea sau încărcarea în memorie, „OPEN” și „CLOSE” pentru deschiderea sau închiderea unui fișier, „ERASE” pentru ștergere etc.

## Configurații de lucru
Calculatorul CoBra poate fi configurat în funcție de necesități. Resursele hardware sunt bine stabilite în fiecate caz, însă configurațiile software pot fi extinse după dorința utilizatorului. De nelipsit sunt sursa de alimentare, precum și monitorul sau ecranul TV.
Configurația pentru jocuri și divertisment:
- Hardware: joystick(uri)
- Software: interpretor de BASIC, monitor pentru Z80, jocuri pe casetă având compatibilitate 100% SPECTRUM

Configurația pentru educație și învățământ:
- Hardware: casetofon, imprimantă, joystick(uri)
- Software: interpretor de BASIC, monitor pentru Z80, asamblor/dezasamblor, FORTH, MICROPASCAL, MICROPROLOG, LOGO, programe utilitare didactice etc.

Configurația de calculator personal-profesional:
- În sistemul BASIC:
  - Hardware: imprimantă, casetofon, unități de disc flexibil
  - Software: interpretor de BASIC, monitor pentru Z80, asamblor/dezasamblor, FORTH, MICROPASCAL/MUCROPROLOG, alte programe utilitare
- În sistemul CP/M
  - Hardware: imprimantă, casetofon, unități de disc flexibil
  - Software: monitor, BASIC, FORTH, C, FORTRAN, PASCAL, nucleu de sistem grafic GKS, programe utilitare diverse

Configurația pentru comanda de procese:
- Hardware: microrețea de calculatoare, unități de disc flexibil, extensie de magistrală, conversii A/N cu multiplexare
- Software: în plus față de calculatorul personal-profesional, programe specializate pentru conectare în rețeaua locală, programe de intrare/ieșire pentru lucrul în timp real etc.

## Probleme
Singurele probleme ale primelor exemplare erau legate de sursa de alimentare (uneori se întâmpla ca tensiunea să fluctueze prea mult) și cipurile de memorie 4116 (RU3) care aveau nevoie de trei tensiuni diferite. Secvența de pornire a sursei de alimentare nu se desfășura întotdeauna corect, astfel că cipurile 4116 se ardeau. Drept urmare, aceste cipuri au fost înlocuite cu unele tip 4156 și în cele din urmă 4164.

## Anecdotică
Fiabilitatea și performanțele acestui calculator au suscitat interesul și peste hotare. Astfel, fiind prezentat la o expoziție în U.R.S.S. (1988), deși fusese fixat cu șuruburi de postament, a doua zi a fost găsit de către delegația română cu placa de bază furată. Din fericire, a existat alta de rezervă:
„Am fost avertizați de Securitate împotriva spionajului industrial și că este posibil să se încerce ceva. Noi, ca sa fim siguri că nu vor fi probleme, i-am fixat carcasa cu șuruburi de masă în pavilionul expozițional și l-am sigilat. A doua zi dimineața, înainte de inaugurarea expoziției, calculatorul nu mai funcționa. În acel moment am văzut că fusese desfăcut, placa de bază a fost scoasă, iar integratele cu «inteligență» au fost, la rândul lor, scoase. Au copiat și soft-ul (EPROM-ul). Bineînțeles că am reușit să-l repunem imediat în funcțiune...”—Adrian Maxim, interviu în Transilvania Expres
O altă întâmplare legată de acest calculator greu de obținut de către cetățeanul de rând este cea a exemplarelor „pirat” realizate de studenții bucureșteni din Regie. Aceștia făceau rost de plăci de bază și componente din fabrica I.C.E. Felix și le asamblau în carcase de HC 85 sau în unele artizanale. O anecdotă povestește că aceste exemplare au depășit numărul celor „oficiale”.
O sarcină grea a fost cea a instruirii directorilor de uzine sau a ospătarilor ONT Carpați pentru utilizarea calculatoarelor CoBra:
„De multe ori făceam naveta între Institutul de Tehnică de Calcul și județeana de partid, ca să prezentăm calculatorul, când veneau nomenclaturiștii de la PCR. De asemenea, deplasările pentru instalarea computerelor durau mai mult de 75% din timpul de producție; stăteam câte o săptămână - două numai ca să le explicăm cum funcționează. Cea mai mare problemă a fost crearea unui soft pentru rezervarea camerelor, pe grade de prioritate pentru recepționer, șef de recepție, șef de unitate, director ONT și minister. Șefii din turism s-au certat două luni ca să stabilească ce limite de camere au la fiecare nivel. Oricum, cursul a durat 6 luni, iar examinarea și promovarea cursului, un an, dar nici după acest termen nu au obținut diplomă toți angajații ONT.”—Adrian Maxim, interviu în Transilvania Expres